# Lia de Putti
Lia de Putti (właśc. Amália Helena Mária Róza Putt; ur. 10 stycznia 1897 w Vécse, zm. 27 listopada 1931 w Nowym Jorku) – węgierska aktorka epoki kina niemego.

## Pochodzenie
Była jednym z czwórki dzieci oficera kawalerii Juliusa de Putti (węg. Putti Gyula) i Márii Holyos. Miała dwóch braci (Géza i Sándor) oraz siostrę Márię. Dzieciństwo spędziła w Kolozsvarze, gdzie uczęszczała do szkoły klasztornej.

## Kariera
Karierę sceniczną rozpoczęła w jednym z wodewilów w Budapeszcie. Po przeprowadzce do Berlina w 1920 tańczyła w teatrze Scala, a od 1924 występowała w Teatrze Zimowym.
Od 1918 grała niewielkie role w filmie. Przełom w jej karierze przyniosło spotkanie z reżyserem Jolem Maiem, który zaproponował jej główną rolę w filmie The Mistress of the World. Sukces, który przyniosła jej ta rola utrwaliły dwa kolejne filmy: Manon Lescaut i Varieté. Lia de Putti występowała u boku tak znanych aktorów jak Conrad Veidt, Alfred Abel czy Werner Krauss.
W lutym 1926 aktorka wyjechała do Ameryki. Jej krótkie, ciemne włosy i charakterystyczna uroda sprawiły, że reżyserzy obsadzali ją najczęściej w rolach kobiet-wampów. W 1926 wystąpiła w filmie The Sorrows of Satan D.W. Griffitha. W jednej z wersji filmu, rozpowszechnianej w Europie, Lia de Putti pojawiła się na ekranie w stroju topless. Kolejne filmy, realizowane w Hollywood nie przyniosły aktorce znaczących sukcesów. W 1929 wyjechała do Londynu, gdzie zagrała w filmie The informer, opartym na dramacie Arthura Robisona. Po powrocie do USA w 1930, zdecydowała się na występy na jednej ze scen Broadwayu.
Problemy ze zdrowiem zaczęły się do infekcji przełyku, wywołanej przez przebicie go kością kurczaka. W czasie pobytu w szpitalu stan zdrowia aktorki gwałtownie się pogorszył. Zmarła na zapalenie płuc. Pochowana na cmentarzu Ferncliff w Hartsdale.

## Życie prywatne
W 1913 poślubiła urzędnika Zoltána Szepessy, z którym rozwiodła się w 1918. Urodziła dwie córki (Ilonę ur.1914 i Judith ur.1916).

## Filmografia
- 1918: The Emperor's Soldiers
- 1920: On the Waves of Happiness
- 1920: Zigeunerblut
- 1921: You Are the Life
- 1921: Das Indische Grabmal
- 1922: Othello jako Emilia
- 1922: Der Brennende Acker
- 1922: Phantom jako Veronika i Melitta
- 1923: The Three Marys and Mr. Marana
- 1923: The Ravine of Death
- 1923: Die Fledermaus jako Adele
- 1923: S.O.S. The Island of Tears
- 1924: Thamar, The Child of the Mountains
- 1925: In the Name of the Kaisers
- 1925: Comedians
- 1925: Varieté jako Bertha
- 1925: Jealousy
- 1926: Manon Lescaut jako Manon Lescaut
- 1926: Young Blood
- 1926: The Sorrows of Satan jako Olga Godovsky
- 1926: Prince of Tempters jako Dolores
- 1926: God Gave Me Twenty Cents jako Cassie Lang
- 1927: Cage of Death
- 1927: The Heart Thief jako Anna Galambos
- 1928: Buck Privates jako Annie
- 1928: Midnight Rose
- 1928:  Charlott etwas verrückt jako Charlott
- 1928: The Scarlet Lady jako Lya
- 1929: All About Love
- 1929: The Informer jako Katie Fox